# Boskoffie (koffiesoort)
Onder boskoffie worden koffiestruiken verstaan die groeien onder een scherm van bomen.  De struiken kunnen wilde koffieplanten of cultivars zijn, en het scherm een natuurlijk bos of een plantage van inheemse of uitheemse boomsoorten.